# 米沢和彦
米澤 和彦（よねざわ かずひこ、1943年12月3日 - ）は日本の大学教授。文学博士。熊本県立大学名誉教授。

## 経歴
熊本県に生まれる。熊本県立玉名高等学校を経て九州大学大学院修了。
1976年4月に九州大学助手となる。その後、熊本商科大学講師を経て、1981年から熊本女子大学の助教授となる。1989年には教授に昇任した。
1991年には九州大学から文学博士号を授与されている。
1994年に熊本県立大学教授。また、総合管理学部長も兼務。2006年4月に熊本県立大学の学長となり、2010年まで務めた。
その他の公職として、熊本県教育委員会委員長なども歴任した。
熊本県立大学を退官後、名誉教授となった。